# Serie C 1946-1947 (Lega Interregionale Sud)
Lega Interregionale Sud fu l'ente federale che gestì uno dei tre tornei che composero il campionato di Serie C  della stagione sportiva 1946-1947. Aveva sede a Napoli.
Alla competizione parteciparono 40 squadre suddivise in tre gironi eterogenei. Le prime due classificate di ogni raggruppamento accedevano ad un unico girone finale che poneva in palio un posto per la promozione in Serie B. Per quanto riguarda le retrocessioni, si stabilì che sarebbero state condannate le peggiori tre società nei gironi maggiori e le ultime due nel girone più ristretto.

## Girone A

### Aggiornamenti
- L'Associazione Calcio Torrese è stata ammessa in Serie B per delibera della FIGC.
- L'Ilva Bagnolese è stata riammessa al campionato di Serie C.
- L'Unione Sportiva Gladiator e l'Unione Sportiva Casertana hanno ottenuto il ricollocamento in Prima Divisione regionale per difficoltà economiche.

### Squadre partecipanti
| Club           | Città                        | Stagione precedente |
| -------------- | ---------------------------- | --- |
| Afragolese     | Afragola (NA)                | - |
| Angri          | Angri (SA)                   | ?º in Prima Divisione Campania/C, 1º in girone finale B dopo spareggio, promosso                                        |
| Ercolanese     | Ercolano (NA)                | 11º in Serie C Centro-Sud/D                                                                                             |
| Frattese       | Frattamaggiore (NA)          | 6º in Serie C Centro-Sud/D                                                                                              |
| Gragnano       | Gragnano (NA)                | ?º in Prima Divisione Campania/A, 3º in girone finale B, promosso d'ufficio                                             |
| Ilva Bagnolese | NA-Bagnoli                   | 12º in Serie C Centro-Sud/D, retrocesso poi riammesso                                                                   |
| Nocerina       | Nocera Inferiore (SA)        | 5º in Serie C Centro-Sud/D                                                                                              |
| Nola           | Nola (NA)                    | 1º in Prima Divisione Campania/B, 1º nel girone semifinale B, 2º nel girone finale A, promossa d'ufficio                |
| Polla          | Polla (SA)                   | ?º in Prima Divisione Campania/C, promossa d'ufficio                                                                    |
| Portici        | Portici (NA)                 | 6º in Serie C Centro-Sud/D                                                                                              |
| Rico Colombari | Torre Annunziata (NA)        | - |
| Sangiuseppese  | San Giuseppe Vesuviano (NA)  | ?º in Prima Divisione Campania/B, ?º nel girone finale A, promossa d'ufficio                                            |
| Stabia         | Castellammare di Stabia (NA) | 8º in Serie C Centro-Sud/D                                                                                              |
| Turris         | Torre del Greco (NA)         | ?º in Prima Divisione Campania/B, 2º nel girone semifinale B, 2º nel girone finale B dopo spareggio, promossa d'ufficio |

### Classifica finale
|  | Pos. | Squadra             | Pt      | G  | V  | N | P  | GF | GS | DR  |
|  | ---- | ------------------- | ------- | -- | -- | - | -- | -- | -- | --- |
|  | 1.   | Nocerina            | 37      | 24 | 17 | 3 | 4  | 47 | 20 | +27 |
|  | 2.   | Turris              | 32      | 24 | 12 | 8 | 4  | 38 | 16 | +22 |
|  | 3.   | Stabia              | 29      | 24 | 12 | 5 | 7  | 28 | 18 | +10 |
|  | 3.   | Portici             | 29      | 24 | 11 | 7 | 6  | 38 | 31 | +7  |
|  | 3.   | Afragolese          | 29      | 24 | 13 | 3 | 8  | 35 | 30 | +5  |
|  | 6.   | Nola                | 26      | 24 | 12 | 2 | 10 | 39 | 32 | +7  |
|  | 7.   | Gragnano            | 23      | 24 | 9  | 5 | 10 | 37 | 36 | +1  |
|  | 8.   | Sangiuseppese       | 21      | 24 | 9  | 3 | 12 | 38 | 35 | +3  |
|  | 8.   | Angri               | 21      | 24 | 9  | 3 | 12 | 37 | 39 | -2  |
|  | 10.  | Ercolanese (-1)     | 20      | 24 | 7  | 7 | 10 | 46 | 39 | +7  |
|  | 10.  | Frattese            | 20      | 24 | 7  | 6 | 11 | 18 | 32 | -14 |
|  | 12.  | Ilva Bagnolese      | 18      | 24 | 7  | 4 | 13 | 38 | 50 | -12 |
|  | 13.  | Rico Colombari (-1) | 5       | 24 | 2  | 2 | 20 | 17 | 78 | -61 |
|  | ---  | Polla               | Escluso |    |    |   |    |    |    |     |

Legenda:
      Ammesso alla fase finale.
      Retrocesso in Prima Divisione 1947-1948.
      Escluso.
Note:
Due punti a vittoria, uno a pareggio, zero a sconfitta.
Pari merito in caso di pari punti.
Ercolanese e Rico Colombari furono penalizzati con la sottrazione di 1 punto in classifica per una rinuncia.
Polla escluso dal campionato per motivi disciplinari, non si iscrive alla stagione successiva.

## Girone B

### Aggiornamenti
- Le tarantine U.S. Arsenale e Audace F.C. 1911, e l'IPAS Foggia sono state ammesse in Serie B per delibera della Lega Centro-Sud; la Polisportiva Brindisi Sport è stata ammessa in serie cadetta dal Consiglio Federale della FIGC.
- La Società Sportiva Vastese e la Polisportiva Liberty sono state riammesse in terza serie (la Vastese gareggia però nella Lega Centro Italia); il Liberty si è infine sciolto.
- Lo Sport Club Potenza, escluso dal campionato precedente per violenze, è stato amnistiato.
- La Società Sportiva Pro Italia si è fusa con la concittadina Audace F.C. 1911 promossa in Serie B, rifondando l'Associazione Sportiva Taranto.

### Squadre partecipanti
| Club                 | Città                         | Stagione precedente                                                                                          |
| -------------------- | ----------------------------- | --- |
| Azzaretti Carbonara  | Bari-Carbonara                | ?º in Prima Divisione Puglia/C, ?º in girone finale, promosso d'ufficio a recupero della categoria di merito |
| Audace Monopoli      | Monopoli (BA)                 | ?º in Prima Divisione Puglia/C, 1º in girone finale, promosso                                                |
| Avellino             | Avellino                      | 10º in Serie C Centro-Sud/D                                                                                  |
| Barletta             | Barletta (BA)                 | 9º in Serie C Centro-Sud/E                                                                                   |
| Benevento            | Benevento                     | 1º in Serie C Centro-Sud/D                                                                                   |
| Castellana           | Castellana Grotte (BA)        | 8º in Serie C Centro-Sud/E                                                                                   |
| Franco Baldassarre   | Altamura (BA)                 | 6º in Serie C Centro-Sud/E                                                                                   |
| Incedit              | Foggia                        | - |
| Lucera               | Lucera (FG)                   | ?º in Prima Divisione Puglia/A, ?º in girone finale, promosso d'ufficio                                      |
| Marimist Brindisi    | Brindisi                      | - |
| Molfetta             | Molfetta (BA)                 | 9º in Serie C Centro-Sud/E                                                                                   |
| Potenza              | Potenza                       | Escluso dalla Serie C Centro-Sud/D                                                                           |
| San Ferdinando       | San Ferdinando di Puglia (FG) | ?º in Prima Divisione Puglia/A, ?º in girone finale, promosso d'ufficio                                      |
| San Pietro Vernotico | San Pietro Vernotico (BR)     | - |
| Trani                | Trani (BA)                    | 11º in Serie C Centro-Sud/E                                                                                  |

### Classifica finale
|  | Pos. | Squadra                  | Pt       | G  | V  | N | P  | GF | GS | DR  |
|  | ---- | ------------------------ | -------- | -- | -- | - | -- | -- | -- | --- |
|  | 1.   | Benevento                | 42       | 26 | 18 | 6 | 2  | 62 | 11 | +51 |
|  | 2.   | Audace Monopoli          | 36       | 26 | 14 | 8 | 4  | 44 | 21 | +23 |
|  | 3.   | Avellino                 | 35       | 26 | 17 | 1 | 8  | 73 | 26 | +47 |
|  | 4.   | Molfetta                 | 28       | 26 | 13 | 2 | 11 | 52 | 43 | +9  |
|  | 5.   | Potenza (-1)             | 27       | 26 | 11 | 6 | 9  | 35 | 44 | -9  |
|  | 6.   | Castellana               | 26       | 26 | 9  | 8 | 9  | 47 | 41 | +6  |
|  | 7.   | San Ferdinando           | 25       | 26 | 10 | 5 | 11 | 48 | 57 | -9  |
|  | 8.   | Azzaretti Carbonara (-1) | 24       | 26 | 9  | 7 | 10 | 32 | 33 | -1  |
|  | 8.   | Incedit                  | 24       | 26 | 10 | 4 | 12 | 47 | 48 | -1  |
|  | 10.  | Barletta                 | 23       | 26 | 9  | 5 | 12 | 41 | 57 | -16 |
|  | 11.  | San Pietro Vernotico     | 21       | 26 | 6  | 9 | 11 | 29 | 31 | -2  |
|  | 11.  | Marimist Brindisi        | 21       | 26 | 7  | 7 | 12 | 46 | 54 | -8  |
|  | 13.  | Lucera (-1)              | 19       | 26 | 6  | 8 | 12 | 31 | 52 | -21 |
|  | 14.  | Trani (-1)               | 7        | 26 | 1  | 6 | 19 | 17 | 90 | -73 |
|  | ---  | Franco Baldassarre       | Ritirato |    |    |   |    |    |    |     |

Legenda:
      Ammesso alla fase finale.
      Retrocesso in Prima Divisione 1947-1948.
 Escluso a campionato in corso.
Note:
Due punti a vittoria, uno a pareggio, zero a sconfitta.
Pari merito in caso di pari punti.
Il Baldassarre rinuncia a portare a termine il campionato ed è successivamente retrocesso in Prima Divisione 1947-1948.
Trani, Lucera, Potenza e Azzaretti furono penalizzati con la sottrazione di 1 punto in classifica per una rinuncia.

## Girone C

### Aggiornamenti
- L'U.S. Catanzaro e l'A.S. Siracusa sono state ammesse in Serie B per delibera della Lega Centro-Sud.
- L'A.S. Termini Imerese, ritiratasi durante il girone di ritorno della stagione precedente, è stata amnistiata e riammessa in terza serie.
- La S.S.Leonzio ha ottenuto il ricollocamento nei campionati della Lega Regionale Sicula per motivi economici.
- L'Unione Sportiva Leoni è stata assorbita dalla concittadina U.S. Palermo (Serie B).
- Le messinesi A.S. Messina e A.C. Gazzi si sono fuse nell'Associazione Calcio Messina.
- S.S. Virtus Catania e U.S. Catanese Elefante si sono fuse nel Club Calcio Catania.

### Squadre partecipanti
| Club                | Città                   | Stagione precedente                                               |
| ------------------- | ----------------------- | ----------------------------------------------------------------- |
| Acireale            | Acireale (CT)           | -                                                                 |
| Comunale            | Siracusa                | ?                                                                 |
| Catania             | Catania                 | 10º in Serie C Centro-Sud/F                                       |
| Crotone             | Crotone (CZ)            | 8º in Serie C Centro-Sud/F                                        |
| Drepanum            | Trapani                 | ?º in Prima Divisione Sicilia/A, promosso d'ufficio               |
| Feltrinelli Villese | Villa San Giovanni (RC) | 1º in Prima Divisione Calabria/B, vince spareggi finali, promosso |
| Giostra Messina     | Messina                 | 1º in Prima Divisione Sicilia/B, vince spareggio finale, promosso |
| Marsala             | Marsala (TP)            | ?                                                                 |
| Messina             | Messina                 | 5º in Serie C Centro-Sud/F                                        |
| Reggina             | Reggio Calabria         | 7º in Serie C Centro-Sud/F                                        |
| Termini             | Termini Imerese (PA)    | Escluso dalla Serie C Centro-Sud/F                                |

### Classifica finale
|  | Pos. | Squadra             | Pt | G  | V  | N | P  | GF | GS | DR  |
|  | ---- | ------------------- | -- | -- | -- | - | -- | -- | -- | --- |
|  | 1.   | Giostra Messina     | 32 | 20 | 16 | 0 | 4  | 33 | 16 | +17 |
|  | 2.   | Messina             | 28 | 20 | 11 | 6 | 3  | 30 | 14 | +16 |
|  | 3.   | Reggina             | 28 | 20 | 13 | 2 | 5  | 48 | 15 | +33 |
|  | 4.   | Crotone             | 28 | 20 | 13 | 2 | 5  | 37 | 15 | +22 |
|  | 5.   | Feltrinelli Villese | 24 | 20 | 10 | 4 | 6  | 44 | 34 | +10 |
|  | 6.   | Catania             | 20 | 20 | 7  | 6 | 7  | 22 | 25 | -3  |
|  | 7.   | Acireale            | 17 | 20 | 7  | 3 | 10 | 25 | 28 | -3  |
|  | 8.   | Termini             | 13 | 20 | 5  | 3 | 12 | 18 | 43 | -25 |
|  | 9.   | Marsala (-3)        | 11 | 20 | 4  | 6 | 10 | 14 | 27 | -13 |
|  | 10.  | Drepanum (-3)       | 10 | 20 | 4  | 5 | 11 | 13 | 26 | -13 |
|  | 11.  | Comunale (-3)       | 0  | 20 | 0  | 3 | 17 | 10 | 51 | -41 |

Legenda:
      Ammesso alla fase finale.
      Retrocesso in Prima Divisione 1947-1948.
Note:
Due punti a vittoria, uno a pareggio, zero a sconfitta.
Messina ammesso alla fase finale dopo aver vinto il girone di spareggi con gli ex aequo Reggina e Crotone.
Drepanum, Comunale e Marsala furono penalizzati con la sottrazione di 3 punti in classifica.
Il Drepanum fu poi riammesso in Serie C.

### Risultati

#### Spareggi per l'ammissione al girone finale

##### Classifica
|  | Pos. | Squadra | Pt | G | V | N | P | GF | GS | DR |
|  | ---- | ------- | -- | - | - | - | - | -- | -- | -- |
|  | 1.   | Messina | 3  | 2 | 1 | 1 | 0 | 5  | 2  | +3 |
|  | 2.   | Reggina | 2  | 2 | 1 | 0 | 1 | 3  | 4  | -1 |
|  | 3.   | Crotone | 1  | 2 | 0 | 1 | 1 | 1  | 3  | -2 |

Legenda:
      Ammesso alla fase finale.
Note:
Due punti a vittoria, uno a pareggio, zero a sconfitta.

##### Risultati
|         | Spareggi |         | Città e data                     |  |
| ------- | -------- | ------- | -------------------------------- |  |
| Messina | 4-1      | Reggina | Nocera Inferiore, 29 maggio 1947 |  |
| Reggina | 2-0      | Crotone | Nocera Inferiore, 1º giugno 1947 |  |
| Messina | 1-1      | Crotone | Nocera Inferiore, 5 giugno 1947  |  |
|         |          |         |                                  |  |

## Finali

### Classifica finale
|  | Pos. | Squadra         | Pt | G  | V | N | P | GF | GS | DR |
|  | ---- | --------------- | -- | -- | - | - | - | -- | -- | -- |
|  | 1.   | Nocerina        | 13 | 10 | 6 | 1 | 3 | 20 | 11 | +9 |
|  | 2.   | Audace Monopoli | 13 | 10 | 6 | 1 | 3 | 19 | 13 | +6 |
|  | 3.   | Turris          | 12 | 10 | 5 | 2 | 3 | 18 | 15 | +3 |
|  | 4.   | Giostra Messina | 11 | 10 | 5 | 1 | 4 | 21 | 23 | -2 |
|  | 5.   | Messina         | 6  | 10 | 2 | 2 | 6 | 7  | 15 | -8 |
|  | 6.   | Benevento       | 3  | 10 | 2 | 1 | 7 | 10 | 18 | -8 |

Legenda:
      Promosso in Serie B.
Note:
Due punti a vittoria, uno a pareggio, zero a sconfitta.
Nocerina promossa in Serie B dopo aver vinto lo spareggio contro l'ex aequo Audace.

### Spareggio promozione
|          | Spareggio |                 | Città e data              |  |
| -------- | --------- | --------------- | ------------------------- |  |
| Nocerina | 4 - 1     | Audace Monopoli | Roma Appio, 7 agosto 1947 |  |
|          |           |                 |                           |  |

### Giornali sportivi
- La Gazzetta dello Sport, stagione 1946-1947, consultabile presso le Biblioteche:
  - Biblioteca Civica di Torino;
  - Biblioteca Nazionale Braidense di Milano;
  - Biblioteca Nazionale Centrale di Firenze;
  - Biblioteca Nazionale Centrale di Roma;
  - Biblioteca Civica Berio di Genova;
- e presso Emeroteca del C.O.N.I. di Roma (non è online ma è da consultare in sede) che conserva anche i giornali:
- Corriere dello Sport di Roma;
- Lo Stadio di Bologna;
- Tuttosport di Torino.

### Libri
- Almanacco illustrato del calcio 1948, Milano, Rizzoli editore, 1947.